# Факаосилеа, Сионе
Сионе Факаосилеа (англ. Sione Faka'osilea, родился 13 января 1987 года) — румынский регбист тонганского происхождения, центровой клуба «Штиинца»; один из главных фигурантов скандала в европейской зоне отбора на Кубок мира 2019 года.

## Игровая карьера
Как любитель в 2013 году выступал за сборную Тонга по регби-7 на этапе Мировой серии 2013/2014 в Голд-Косте. В состав румынской «Штиинцы» из Байя-Маре он пришёл в сезоне 2013/2014 и помог команде завоевать титул чемпиона Румынии в 2014 году. В сборной Румынии дебютную встречу провёл 4 марта 2017 года против России в Сочи в рамках чемпионата Европы по регби и отбора на Кубок мира 2019 года, к концу отборочного турнира в его активе было уже 13 игр за сборную и 20 очков.

### Скандал
В конце отборочного турнира к Кубку мира 2019 года в европейской зоне прогремел крупный скандал по поводу незаконного заигрывания игроков в сборные. Поводом стал матч между Испанией и Бельгией (победа бельгийцев 18:10), который судил румын Влад Йордэкеску — испанцы обвинили румына в умышленном судействе в пользу бельгийцев, поскольку Румынии нужна была именно победа Бельгии, чтобы Испания не догнала Румынию и не отобрала прямую путёвку у румын на чемпионат мира. Отстранение арбитра от дальнейшего судейства стало только началом крупного разбирательства. При рассмотрении результатов выяснилось, что Испания, Румыния и Бельгия заявили нескольких регбистов, не имевших законных прав на выступление, и им грозили очковые потери вплоть до лишения кого-то путёвок на Кубок мира или в репечаж (утешительный турнир). Из игроков румынской сборной много подозрений вызвал именно Фака’осилеа, чью законность выступлений за румынскую команду активно оспаривала сборная России.
Согласно заявлениям российских функционеров, ссылавшимся на правила World Rugby, для перехода в румынскую сборную Фака’осилеа должен был выждать как минимум трёхлетнюю паузу в выступлениях за национальные сборные (в случае с Олимпиадой в Рио — полтора года), получить гражданство Румынии до начала чемпионата Европы (Гран-При Европы) по регби-7 2015 года и сыграть за сборную Румынии в отборочном туре на Олимпиаду в Рио-де-Жанейро. Однако, согласно опубликованной открытой информации, тонганец не сыграл в указанных выше турнирах — ни в одном из туров Гран-При Европы, ни в репечаже в Лиссабоне 2015 года. Румынская сторона долгое время отказывалась давать комментарии, пока на слушаниях от 15 мая 2018 года не заявила, что выполнила все требования для того, чтобы тонганец мог играть за сборную, а Олимпийский комитет Тонга со своей стороны сообщил, что скандал возник из-за того, что Фака’осилеа мог просто не знать тонкостей правил натурализации — более того, 25 ноября 2017 года в матче Румынии и Тонга за «дубов» играл именно Факаосилеа, и представители сборной его исторической родины никаких претензий не предъявляли.
Несмотря на все аргументы румынской стороны, сборную Румынии решением от 15 мая 2018 года дисквалифицировали и лишили 40 набранных очков в отборочном турнире, сняв по 5 очков за каждый из 8 матчей, в которых играл Фака’осилеа. Это был не первый случай, когда румыны пытались заиграть представителя Океании — ранее фиджиец Эсерии Вуэти получил отказ в просьбе играть за Румынию, поскольку сыграл за вторую сборную Фиджи в Кубке тихоокеанских наций. Таким образом, сборная Румынии впервые с 1987 года пропустила Кубок мира.